# Калванезе (Напуљ)
Калванезе је насеље у Италији у округу Напуљ, региону Кампанија.
Према процени из 2011. у насељу је живело 747 становника. Насеље се налази на надморској висини од 9 м.